# 나폴레옹 (1995년 영화)
《나폴레옹》(Napoleon)은 오스트레일리아에서 제작된 마리오 앤드레치오 감독의 1995년 드라마 영화이다. 제이미 크로프트 등이 주연으로 출연하였고 마리오 앤드레치오 등이 제작에 참여하였다.

## 출연

### 주연
- 제이미 크로프트
- 필립 쿼스트
- 코레리 사워드

### 조연
- 브렌턴 휘틀
- 앤-루이스 램버트
- 캐롤 스키너
- 캐서린 램버트
- 트레이시 캐니니
- 루시아 마스트란톤
- 프랭크 휘튼
- 피오나 프레스
- 수잔 라이온스
- 스티븐 비들러
- 데이빗 아궤
- 에드워드 맥퀸 메이슨
- 스투어트 팬킨
- 배리 험프리즈
- 케이시 시마즈코
- 조안 리버스
- 스튜어트 재그닛

## 기타
- 미술: 빅키 니허스

## 같이 보기
- 오스트레일리아 영화